# 賀來友治
賀來友治（日语：／ Kaku Yūji），日本漫畫家與前漫畫編輯。代表作為在《少年Jump+》上連載的《地獄樂》。

## 經歷
從小便非常喜歡畫漫畫，以漫畫家為志願。大學時加入人偶劇團並負責人型角色的角色設計。大學畢業時覺得自己沒辦法成為漫畫家，但即使如此還是想做漫畫相關的工作，故進入了秋田書店成為漫畫編輯。2007年至2008年期間，在《週刊少年Champion》編輯部擔任《抓狂一族》作者濱岡賢次的第六代編輯。
與此同時為了讓自己對漫畫家的夢想死心，刻意將自己的作品投稿到漫畫出版社，結果投稿的作品卻得到了七家出版社中其中三家的賞識。在那當中選擇了集英社，在初代編輯林士平的幫助下開始以連載為目標。2009年，以短篇《回憶海關》贏得了第14屆SQ Comic Grand Prix佳作，作品隨後被刊登在《Jump SQ.II》上。2013年7月在《Jump Square》上初次連載《FANTASMA 黑手黨魔王》，該連載於2014年6月結束。
在藤本樹連載作品《炎拳》期間，曾擔任其助手。2018年1月開始在《少年Jump+》上連載《地獄樂》，連載至2021年1月結束。該作品在發售後立即重版，成為了少年Jump+上的人氣作品。
2021年11月，在《週刊少年Jump》上開始連載《妖物》，連載至2022年5月結束。

## 個人生活
出身自豐後大神氏的支脈賀來氏，祖先曾侍奉戰國大名大友宗麟。與藝人鶴野剛士為表兄弟，兩人小時候便會一起畫畫。《地獄樂》的武術指導便是透過鶴野的介紹認識的。
曾有段時間為自己的創作方向而苦惱，因緣際會下成為了藤本樹的助手後，發現兩人喜好相同，並了解到「自己喜歡的東西也是有人喜歡的」，對自己的創作產生自信，之後便創作出了《地獄樂》。
興趣是看電影，也擅長料理。喜歡的漫畫是《寄生獸》、《殺手阿一》與《ONE PIECE》。喜歡的漫畫家是水木茂、伊藤潤二與鬼頭莫宏。

## 作品
| 標題                     | 形式 | 刊登於                                                                         | 單行本                         | 備註                                                                                       |
| ------------------------ | ---- | ------------------------------------------------------------------------------ | ------------------------------ | ------------------------------------------------------------------------------------------ |
| 回憶海關                 | 短篇 | Jump SQ.II 2009年Vol.003 8月號                                                 | Jump SQ. Comic Selection Vol.2 | 出道作 第14屆SQ Comic Grand Prix佳作 2018年5月14日以「地獄樂 特別短篇」名義刊登於少年Jump+ |
| 有毒師的歸還             | 短篇 | Jump SQ.II 2010年Vol.004 1月號                                                 | 未收錄                         |                                                                                            |
| A HARD DAY'S RUN         | 短篇 | Jump SQ.19 2010年6月號                                                         | 未收錄                         |                                                                                            |
| Spetsnaz Triglav         | 短篇 | Jump Square 2011年12月號                                                       | 未收錄                         |                                                                                            |
| BAD⭐︎SWING               | 短篇 | Jump Square 2012年7月號                                                        | 未收錄                         |                                                                                            |
| FANTASMA 黑手黨魔王      | 連載 | Jump Square 2013年8月號－2014年4月號 →Jump SQ.19 2014年5月號、7月號刊登最終2話 | 全3卷                          | 初次連載                                                                                   |
| 新人作者想知道漫畫秘訣！ | 短篇 | Jump Square 2014年12月號                                                       | 未收錄                         | 訪問漫畫家八木教廣                                                                         |
| 逃獄公主                 | 短篇 | Jump SQ.CROWN 2016年冬季號                                                     | 未收錄                         | 2018年7月2日以「地獄樂 特別短篇」名義刊登於少年Jump+                                       |
| EVIL HEART               | 短篇 | Jump SQ.CROWN 2017年冬季號                                                     | 未收錄                         | 2018年9月17日以「地獄樂 特別短篇」名義刊登於少年Jump+                                      |
| 地獄樂                   | 連載 | 少年Jump+ 2018年1月22日－2021年1月25日                                         | 全13卷                         |                                                                                            |
| 妖物                     | 連載 | 週刊少年Jump 2021年50號－2022年26號                                            | 全3卷                          |                                                                                            |
| SCRAMBLE in 10min.       | 短篇 | 少年Jump+ 2023年9月8日                                                         | 未收錄                         | 時尚品牌紀梵希合作短篇                                                                     |

### 電影合作宣傳漫畫
- 刊登於Jump SQ.［SQ.MANGA Trailer］
  - 賀來友治×007：惡魔四伏[12]
  - 賀來友治×樂來越愛你[13]

## 外部連結
- 賀來友治的X（前Twitter）